# بولس بطرس المعوشي
بولس بطرس المعوشي (1894 - 1975) البطريرك الماروني الرابع والسبعون منذ عام 1955 وحتى وفاته عام 1975، وكان أول بطريرك ماروني يحمل لقب «كاردينال». سمّاه البطريرك بشارة بطرس الراعي عام 2011 خلال عظة توليه السدّة البطريركية، «بطريرك الانفتاح بحكمة على العالمين العربي والغربي»، وقال الباحث عمر جعفر أن «مجد لبنان والعرب والشرق قد أعطي له». كان موقف البطريرك المعوشي كموقف سلفه البطريرك عريضة مؤيدًا لاستقلال لبنان ولكن مع تعاونه وانفتاحه على الشرق كما عارض بقوة، كعريضة، الانتداب الفرنسي على سوريا ولبنان، هذا ما دفع الجماهير في دمشق للهتاف: «الشيخ التاج عدو الله، والبطريرك حبيب الله».
توفي في يناير 1975، وكتب عنه المؤرخ الأب ميشال الحايك: «إن أي بطريرك ماروني جديد سيجيء ليرأس إمّا مأتم المارونية وإمّا ميلادها في العصر. منه سيكون البدء الماروني أو على يده النهاية. المهم اليوم الاقتراع وغداً الاختراع، وإلا فقد انتهت جنازة لتبدأ أخرى». توفي المعوشي قبل شهرين فقط من اندلاع الحرب الأهلية اللبنانية، ودفن في مقابر البطريركية المارونية في بكركي وخلفه بعد أربع أشهر من الشغور أنطون بطرس خريش.

## حياته
ولد البطريرك المعوشي في جزين الواقعة في جنوب لبنان خلال عهد متصرفية جبل لبنان، تلقى علومه في مدرسة الإخوة المريميين في دير القمر ومن ثم في مدرسة الحكمة في بيروت، ومنها أوفد إلى روما لمتابعة دروسه في اللاهوت والفلسفة وذلك في الجامعة الغريغورية الحبرية. رُسم كاهنًا في روما عام 1917 وظلّ بها حتى عودته إلى لبنان عام 1919 حين شغل منصب أمين سر أبرشية صور المارونية، غير أنه في العام التالي، وبناءً على طلب من البطريرك إلياس الحويك، سافر برفقة المطران شكرالله خوري إلى الولايات المتحدة، كزائر بطريركي لتنفقد أحوال الموارنة هناك، وقد تجول خلال هذه الفترة في كل من إنديانا وكاليفورنيا وظلّ فيها أربع عشرة عامًا حتى انتخبه مجمع أساقفة الكنيسة المارونية أسقفًا عام 1934.
بعد وفاة البطريرك عريضة إلتئم مجمع أساقفة الكنيسة المارونية لانتخاب خلفه، بيد أن المجمع فشل في التوصل لمرشح يحوز ثلثي الأصوات وفق الشرع الكنسي، هذا ما فسح المجال للبابا بيوس الثاني عشر للتدخل، فبث برسالة إلى المجمع الملتئم، بتعيين البطريرك، فوفق الشرع الخاص بالكنائس الكاثوليكية الشرقية إذا فشل المجمع بانتخاب بطريرك خلال خمسة عشر يومًا يترك الأمر للبابا، إما يعطي المجمع مهلة خمس عشر يومًا إضافية أو يعيّن هو البطريرك، وبعدما طالت مدة الانتخاب لأربعة أشهر، عيّن البابا بيوس الثاني عشر رئيس أساقفة صور بولس المعوشي بطريركًا ولم يعترض المطارنة على التعيين أو طعنوا في شرعيته، ليكون بذلك البطريرك المعوشي، البطريرك الوحيد الذي لم ينتخب في القرن العشرين.

## بطريركيته
غدا المعوشي بطريركًا في 25 مايو 1955، وشارك في أعمال المجمع الفاتيكاني الثاني الذي انعقد بين عامي 1963 و1965؛ كان له موقف بارز في المجمع المذكور حين طالب بولاية البطاركة الشرقيين على أتباع طوائفهم خارج النطاق البطريركي فيما يعرف اليوم باسم «أبرشيات الاغتراب»، وهو ما تمّ له فعلاً ومن ثم قبيل ختام المجمع في 22 فبراير 1965 منحه البابا بولس السادس لقب كاردينال. شهدت بطريركية المعوشي أيضًا إعلان قداسة شربل مخلوف الراهب البناني، وهو أول ماروني يعلن قديسًا في العصر الحديث؛ كذلك أعلن الفاتيكان خلال حبرية المعوشي فتح دعوى تطويب نعمة الله الحرديني ورفقا الريّس. أما على صعيد العمل الكنسي أصدر المعوشي عام 1973 طقس محدّث للقداس الماروني على سبيل الاختبار، وهو مؤلف من نافور ورتبة واحدة فقط، تمهيدًا لبدء عملية تجديد طقسي، كان من المقرر أن تكون مدة الاختبار عامًا واحدًا فقط بيد أنّ اندلاع الحرب الأهلية اللبنانية أدى إلى تأخير عملية التجديد الطقسي ولم تصدر الرتبة الجديدة الكاملة للقداس إلا في عهد نصر الله بطرس صفير عام 1992. كذلك فعلى الصعيد العمراني، قام البطريرك المعوشي بوضع حجر الأساس للبازليك المبني بالقرب من تمثال سيدة لبنان في حريصا والمسمّى على اسم سيّدة لبنان أيضًا وذلك عام 1970، كما قام بترميم وتوسعة الصرح البطريركي الماروني الشتوي في بكركي عام 1973.

## في السياسة
من الناحية السياسية فإن البطريرك كان مؤيدًا لفكرة القومية العربية، هذا ما جعل علاقته مع بعض الأفرقاء الموارنة داخل لبنان معقدة للغاية، خصوصًا إثر أحداث عام 1958، وكذلك فإن علاقته مع رئيس الجمهورية اللبنانية آنذاك كميل شمعون لم تكن جيدة والذي لقّبه «محمد المعوشي»، يعود ذلك لدعم الرئيس شمعون لحلف بغداد بينما وقف البطريرك ضدّه، وعندما قام مشاة البحرية الإمريكية المارينز بإنزال في بيروت صرح البطريرك: «عندما تطأ أول رجل لجندي أميركي لبنان، سأكون أول الذين يخوضون المعركة». وفي الوقت ذاته خلال تنامي التيّار الناصري في أعقاب الجمهورية العربية المتحدة استطاع البطريرك المساهمة في الحافظ على استقلال لبنان، رغم أن صداقة جمعته مع جمال عبد الناصر؛ وكذلك وقف ضد اتفاق القاهرة عام 1969 لما وجد به من مساس بسيادة الدولة اللبنانية تجاه الوجود الفلسطيني المسلّح. وعندما اندلعت أحداث عام 1958 إثر اتهام المعارضة الممثلة «بالجبهة الاشتراكية الوطنية» لكتلة كميل شمعون - رياض الصلح بتزوير الانتخابات بهدف ضمان ولاية رئاسية ثانية لشمعون، ومن ثم تحولت هذه الاحتجاجات لانتفاضة مسلّحة في أعقاب اغتيال الصحفي نسيب المتني واتهام السلطة باغتياله، لعب البطريرك دورًا بارزًا في إنهاء الأزمة ودعم في انتخابات الرئاسة قائد الجيش فؤاد شهاب، وهو ما تمّ فعلاً؛ لكن العلاقة وفؤاد شهاب بعد تسلّمه مقاليد الرئاسة اتسمت بالوفاق لفترة وجيزة فقط تلتها مرحلة من التباعد والخلاف وقيل إن صداقة البطريرك لعبد الناصر لم تكن بعيدة عنها، وقيل أيضًا علاقة الرئيس القويّة بالنائب البطريركي العام المطران يوسف الخوري وهو ما دفع البطريرك للضغط على مجلس الأساقفة الموارنة لتعيين الخوري مطرانًا على صور والأراضي المقدسة وهي أبعد أبرشية في لبنان. وقد حاول السفير البابوي في لبنان إصلاح الوضع، ولفت إلى أن تصريحات الرئيس والبطريرك تنقل بقليل من الدقة ما يساهم في تعميق الهوّة بين الرجلين، عمومًا فإنه يُنسب للبطريرك المعوشي عبارة: «أنا الثابت وهو العابر... قل للذي تحت (شهاب في صربا تحت بكركي) إن لا شيء يدوم».

## مواقع خارجية
- بولس بطرس المعوشي على موقع مونزينجر (الألمانية)

- بولس بطرس المعوشي نسخة محفوظة 26 ديسمبر 2013 على موقع واي باك مشين..(بالإنجليزية)
- الكاردينال بولس بطرس المعوشي.(بالإنجليزية)
- البطاركة الموارنة.(بالإنجليزية)
- البطريرك بولس المعوشي.

| سبقه أنطون بطرس عريضة | بطريرك أنطاكية وسائر المشرق للموارنة 1955 - 1975 | تبعه أنطون بطرس خريش |